# Istán
Istán es un municipio y localidad española de la provincia de Málaga, en Andalucía. Situado en la falda sur de la sierra de las Nieves, cuenta con una población de 1622 habitantes (INE 2024). Sus vecinos celebran el 29 de septiembre las fiestas en honor de su patrón, san Miguel Arcángel.

## Geografía

### Ubicación
El municipio de Istán se encuentra al suroeste de la provincia de Málaga, en el "piedemonte" de las sierras litorales que corren paralelas a la costa occidental malagueña. Se encuentra 15 kilómetros al noroeste de Marbella.

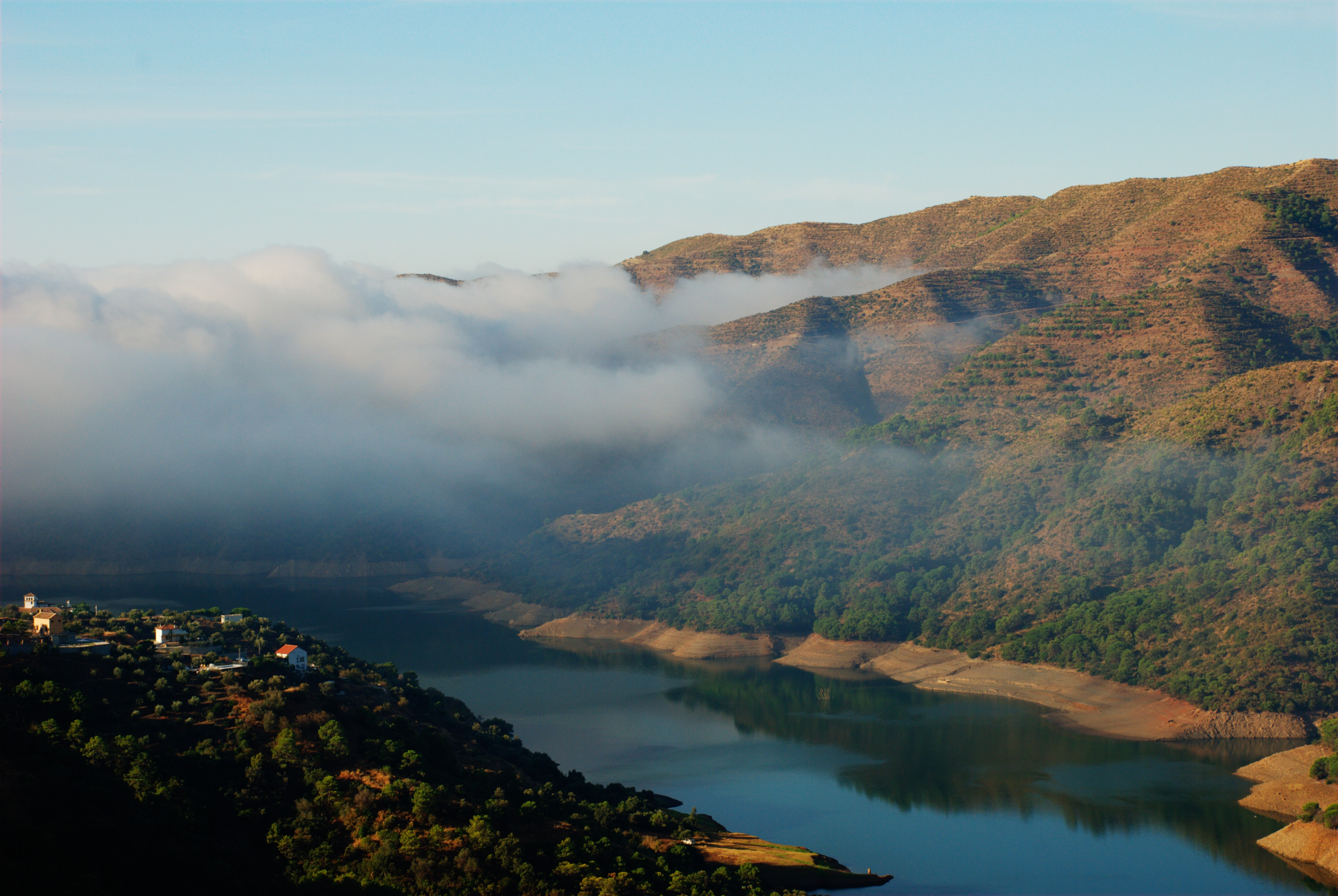
Embalse de la Concepción

Precisamente de esta situación intermedia entre la montaña y el mar le vienen dadas a Istán una gran parte de sus características físicas, socioeconómicas y por supuesto, históricas.
La forma del municipio semeja la de un triángulo equilátero e invertido con la base dirigida hacia el norte, donde limita con Tolox. El vértice nororiental limita con Monda, en una estrecha franja, al igual que lo hace con Parauta en el vértice noroccidental. El lado occidental del triángulo es una amplia línea que delimita los territorios de Istán y Benahavís, mientras que el lado oriental lo comparten Ojén al norte y Marbella al sur. En el vértice sur concurren las líneas divisorias de Benahavís e Istán.

### Clima
El clima de Istán, a pesar de estar situado en la montaña, se caracteriza por una temperatura media de 16,1 °C. Las precipitaciones son de 930 mm anuales. Se producen principalmente entre los meses de noviembre y enero. 
La temperatura media es de 16 °C y las horas de sol al año 2920 h. Las precipitaciones anuales son de 930 l/m².

## Historia
Las especiales características de su enclave, un pequeño promontorio sobre los valles de los ríos Verde y Molinos, así como su proximidad a Marbella, hicieron que los musulmanes eligiesen este lugar para establecerse. Una vez conquistada la Tierra de Marbella y tras la conversión general de 1500, las presiones ejercidas sobre los mudéjares fueron el detonante para iniciar una marcha subrepticia hacia el norte de África que fue abortada cerca de la desembocadura de río Verde.
Durante la rebelión de los moriscos de 1568, Istán se erigió cabecilla de los alzados y en sus montañas se vivieron encarnizadas batallas, hasta la derrota del Fuerte de Arboto (Plaza Armas) en que fueron sometidos por el duque de Arcos y, posteriormente, exiliados al interior de la península ibérica.
En 1570 se inicia un proceso de repoblación con cristianos viejos que procedían de diferentes puntos de España, entre los que se repartieron las propiedades de los moriscos. Uno de aquellos grupos procedía de las huertas de Murcia y hablaban el panocho, una peculiaridad que influyó para que desde entonces se aplicara a los nativos de Istán este gentilicio. Con el asentamiento de estos pobladores se inicia un modo de vida diferente del anterior, y que es origen del actual sistema social.
Durante el siglo XIX la actividad siderúrgica de los altos hornos de Marbella, alimentados con carbón vegetal, ocasionó la deforestación de la sierra de las Apretaderas y de los montes de Marbella.

## Geografía humana

### Demografía
Cuenta con una población de 1622 habitantes (INE 2024).
| Gráfica de evolución demográfica de Istán entre 1842 y 2021                                                           |
| |
| Población de derecho según los censos de población del INE. Población de hecho según los censos de población del INE. |

### Economía
| Gráfica de evolución de deuda viva del Ayuntamiento de Istán entre 2008 y 2019                                |
| |
| Deuda viva del Ayuntamiento de Istán en miles de Euros según datos del Ministerio de Hacienda y Ad. Públicas. |

## Lugares de interés
- Iglesia de san Miguel. Construida sobre el siglo XVI. la comenzaron los moriscos sobre el 1569, pero con el paso del tiempo se reconstruyó. Está formada por una única nave de madera, además , podemos destacar las peculiares pinturas del siglo XVIII e imágenes artísticas.
- Torre Escalante. Testigo de uno de los acontecimientos más importantes de este municipio, desde el siglo XV, esta construcción contiene un arco de medio punto, un patio de caballerías. todo esto constituyen un recinto abovedado.
- Ermita de San Miguel. Se sitúa en una cueva a pocos kilómetros del casco histórico de la ciudad, en su interior se encuentra una imagen del patrón de la villa.

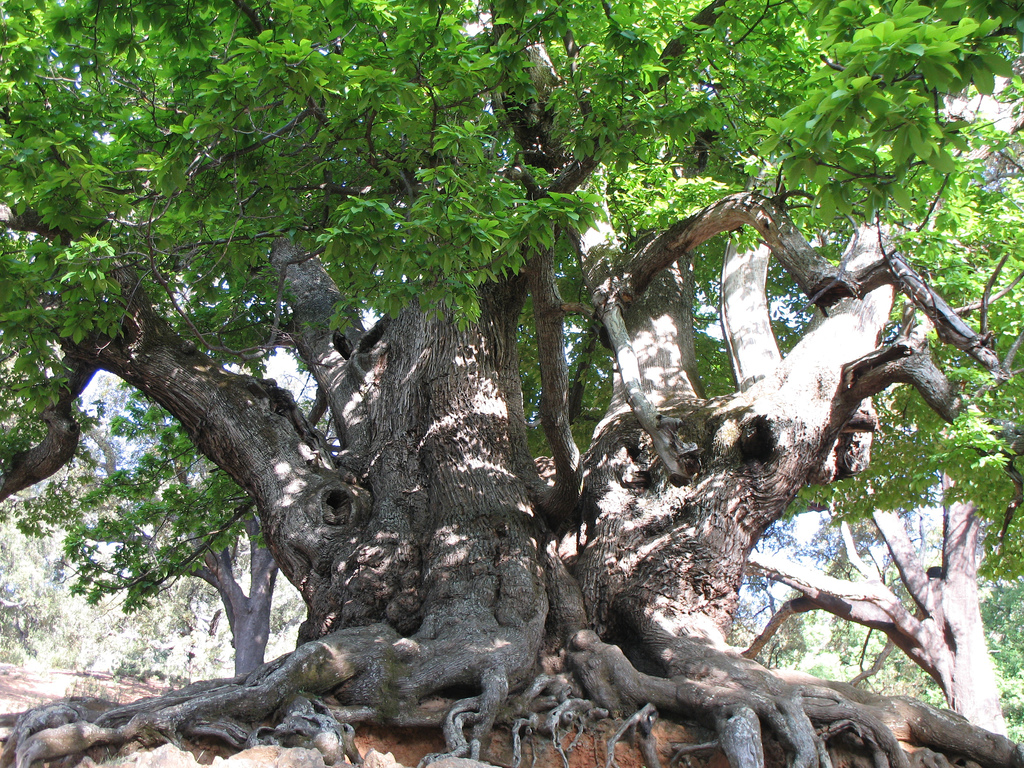
Castaño Santo de Istán

- Castaño Santo. Árbol con más de ocho siglos de antigüedad y con un perímetro de 13 metros. Se dice que Fernando el Católico celebró en 1501 una misa bajo su sombra.
- Mirador natural del Tajo Banderas. Lugar donde colocaban las banderas de los bandos combatientes en la guerra por conquistar estas tierras, este mirador ofrece maravillosas vista del pantano de la Concepción además de las numerosas sierras que rodean este pueblo.
- Miradores de la casa de la juventud, de la calle Azufaifo y del peñón. Desde estos miradores se aprecian los alrededores de Istán, además del valle del río Verde, el curso del río de los Molinos y su cascada.
- Museo de Agua. Centro de interpretación, recinto expositivo y centro de información. su objetivo es difundir la historia de la importancia de los recursos hídricos que posee la sierra de las Nieves.

## Gastronomía
Dentro de la gastronomía típica de Istán pueden señalarse platos como: sopa de tomate, sopa de maíz, gazpachuelo, berza, migas, sopas cocidas, conejo frito, roscos de vino de alfajor, salmorejo y zahinas.

## Hermanamientos
- Tifariti (Sahara Occidental)